# Bergov
Bergov (niem. Bergau) – wieś, część gminy Vlčice, położona w kraju ołomunieckim, w powiecie Jesionik, w Czechach.